# Исоя (мыс)
Мыс Исоя расположен в Сахалинской области России на острове Итуруп (Большая Курильская гряда).

## География
К северу от мыса находится бухта Исоя. Также неподалеку находятся мыс Катастроф (3 км) с прилегающей к нему скалой Дырявой и мыс Пещерный (3 км).

## Описание
Данный объект представляет собой вулканический комплекс, состоящий из плотных слоев базальтовых отложений. Массивная скала (самая высокая точка 129 м) в виде локального останца, выступает в океан на 400 метров. Рядом расположен ещё один останец высотой 60 метров. Сам участок мыса находится в пределах 500×200 м. Береговая линия покрыта белым кварцевым и чёрным титано-магнетитовыми песками.
С 1993 года мыс Исоя имел статус памятника природы местного значения (2 геологический комплекс неживой природы вулканического происхождения. Массив базальтовых отложений друзовидной природы), однако лишился такового в 2011 году.

## Примечание
1. ↑  Мыс Исоя, скала Дырявая - Гидрострой ТУР. travel.gidrostroj.ru. Дата обращения: 28 марта 2022. Архивировано 14 мая 2021 года.
2. ↑  Мыс Исоя | ООПТ России. oopt.aari.ru. Дата обращения: 28 марта 2022. Архивировано 28 марта 2022 года.